# Черемісіна Майя Іванівна
Майя Черемісіна (30 вересня 1924, Київ — 5 грудня 2013) — сибірська уралістка українсько-бельгійського походження. Дослідниця палеоазійських мов.

## Життєпис
Раннє дитинство пройшло в родині діда, відомого київського професора-фізика Георгія Де-Метца. Сестра — Тетяна Заславська.
Закінчила філологічний факультет МГУ (1947); працювала у вишах Томська, Тули, Пекіна. Кандидатську дисертацію захистила в Московському педагогічному інституті імені В. П. Потьомкіна на тему "Система іносказань в нарисах Михайла Салтикова-Щедріна «За кордоном» (1960).
З 1965 — в Новосибірську, поєднуючи викладання в Новосибірському державному університеті (спочатку на відділенні математичної лінгвістики, після його закриття — на відділенні філології) з роботою в Інституті історії, філології та філософії (нині — самостійний Інститут філології) СО РАН, де завідувала сектором мов народів Сибіру; потім — головний науковий співробітник цього сектора.
З 1975 — професор кафедри загального мовознавства НДУ.
У 1994 стала першим завідувачем створеної за її ініціативою кафедри мов і фольклору народів Сибіру, де продовжувала працювати до смерті.

## Внесок в науку
Лінгвістична діяльність Майї Черемісіної почалася з дослідження синтаксису; в цій галузі нею була розроблена оригінальна теорія структури складного речення і суміжних конструкцій, в цілому близька до ідеології функціонального синтаксису. Займалася також дослідженнями лексичної семантики і синонімії, в тому числі в рамках популярних в 1960-ті статистичного та формально-логічного підходів.
З середини 1970-х в її дослідженнях починає домінувати типологічна проблематика: склавши масштабну програму порівняльного вивчення синтаксичних конструкцій в алтайських, уральських і палеоазиатских мовах Сибіру, вона стає головою продуктивної наукової школи, що включала і дослідників з числа представників корінних народів Сибіру; під її керівництвом захищено більше 40 дисертацій. Центральними для теорії Майї Черемісіної є введені нею поняття «поліпредикативної конструкції» і «елементарного простого речення», на базі яких вперше виділений і описаний так зв. «алтайський тип» підрядних конструкцій. Методи і термінологія синтаксичної школи Майї Черемісіної і дотепер широко використовуються при описі цих мов її численними учнями і послідовниками.

## Основні публікації
- Сравнительные конструкции русского языка. Новосибирск: Наука, 1976.
- Некоторые вопросы теории сложного предложения в языках разных систем. Новосибирск: НГУ, 1979.
- Предикативное склонение причастий в алтайских языках. Новосибирск: Наука, 1984 (соавторы: Л. М. Бродская, Л. М. Горелова и др.)
- Структурные типы синтетических полипредикативных конструкций в языках разных систем. Новосибирск: Наука, 1986 (соавторы: Л. М. Бродская, Е. К. Скрибник и др.)
- Очерки по теории сложного предложения. Новосибирск: Наука, 1987 (соавтор Т. А. Колосова).
- Языки коренных народов Сибири: Учебное пособие. Новосибирск: НГУ, 1992.
- Теоретические проблемы синтаксиса и лексикологии языков разных систем. Новосибирск: Наука, 2004 (издание включает важнейшие избранные статьи, автобиографический очерк М. И. Черемисиной и библиографию её научных работ). — ISBN 5-02-029726-7